# Спринг-Валли (тауншип, Миннесота)
Спринг-Валли (англ. Spring Valley) — тауншип в округе Филмор, Миннесота, США. На 2000 год его население составило 590 человек.

## География
По данным Бюро переписи населения США площадь тауншипа составляет 83,1 км², из которых 83,0 км² занимает суша, а 0,1 км² — вода (0,06 %).

## Демография
По данным переписи населения 2000 года здесь находились 590 человек, 220 домохозяйств и 176 семей. Плотность населения — 7,1 чел./км². На территории тауншипа расположено 238 построек со средней плотностью 2,9 построек на один квадратный километр. Расовый состав населения: 99,15 % белых, 0,17 % афроамериканцев, 0,51 % коренных американцев и 0,17 % приходится на две или более других рас.
Из 220 домохозяйств в 33,2 % воспитывались дети до 18 лет, в 71,8 % проживали супружеские пары, в 4,1 % проживали незамужние женщины и в 20,0 % домохозяйств проживали несемейные люди. 16,8 % домохозяйств состояли из одного человека, при том 7,7 % из — одиноких пожилых людей старше 65 лет. Средний размер домохозяйства — 2,68, а семьи — 2,99 человека.
23,2 % населения — младше 18 лет, 9,7 % — в возрасте от 18 до 24 лет, 27,5 % — от 25 до 44, 28,6 % — от 45 до 64, и 11,0 % — старше 65 лет. Средний возраст — 41 год. На каждые 100 женщин приходилось 100,0 мужчин. На каждые 100 женщин старше 18 приходилось 103,1 мужчин.
Средний годовой доход домохозяйства составлял 47 250 долларов, а средний годовой доход семьи — 54 688 долларов. Средний доход мужчин — 36 786 долларов, в то время как у женщин — 26 250. Доход на душу населения составил 20 224 доллара. За чертой бедности находились 5,3 % семей и 5,9 % всего населения тауншипа, из которых 5,3 % младше 18 и 6,6 % старше 65 лет.